# 詹森冰川
詹森冰川（英語：Jensen Glacier），是南極洲的冰川，位於杜費克海岸，長20公里，流經支持者山脈和拉薩冰原島峰，最終注入蛇皮冰川，現時由南極條約體系管理。

## 外部連結
. . United States Geological Survey.   [2012-07-24].
85°5′S 170°48′E / 85.083°S 170.800°E